# Intras Assurances
Fondée en 1964 par la Genevoise, « La Suisse » et la Vaudoise Assurances, INTRAS se profile comme l’assureur des particuliers et des entreprises, en axant ses activités sur le service, l’information du client et la qualité. Avec près de 400 000 assurés et un volume de primes de plus de 1 milliard de francs, INTRAS compte parmi les plus grands assureurs-maladie de Suisse.
En novembre 2007, Intras fusionne avec CSS Assurance